# FLOPS
FLOPS (eng. FLoating point OPerations per Second) je mjerna jedinica koja se koristi pri mjerenju brzine procesora. Jedan FLOPS označava jednu matematičku operaciju s pomičnim zarezom (eng. floating point) u sekundi.
NEC SX-9 je prvo superračunalo u svijetu koje je premašilo 100 gigaflopsa. IBM Roadrunner je prvo superračunalo koje je dostiglo jedan petaflops.